# Pěnkavčí vrch (Lužické hory)
Pěnkavčí vrch (německy Finkenkoppe) je druhá nejvyšší hora Lužických hor, vrcholem probíhá hranice mezi okresy Děčín a Česká Lípa. Má výšku 792 m a je nejvyšším bodem okresu Děčín. V literatuře se často chybně uvádí jako nejvyšší bod okresu Děčín Jedlová, která však má výšku pouze 776 m.

## Poloha
Vrchol se nachází 3,5 km jihovýchodně od Jiřetína pod Jedlovou a 6 km jižně od Varnsdorfu. Zalesněný masív se táhne od Ptačince na severu po Stožecké sedlo na jihu a probíhá zde rozvodí mezi Severním a Baltským mořem. Východní část hory patří do katastru obce Horní Světlá.
V geomorfologickém členění náleží do Lužického hřbetu (IVA-2A), jeho okrsku Jedlovský hřbet (IVA-2A-a).

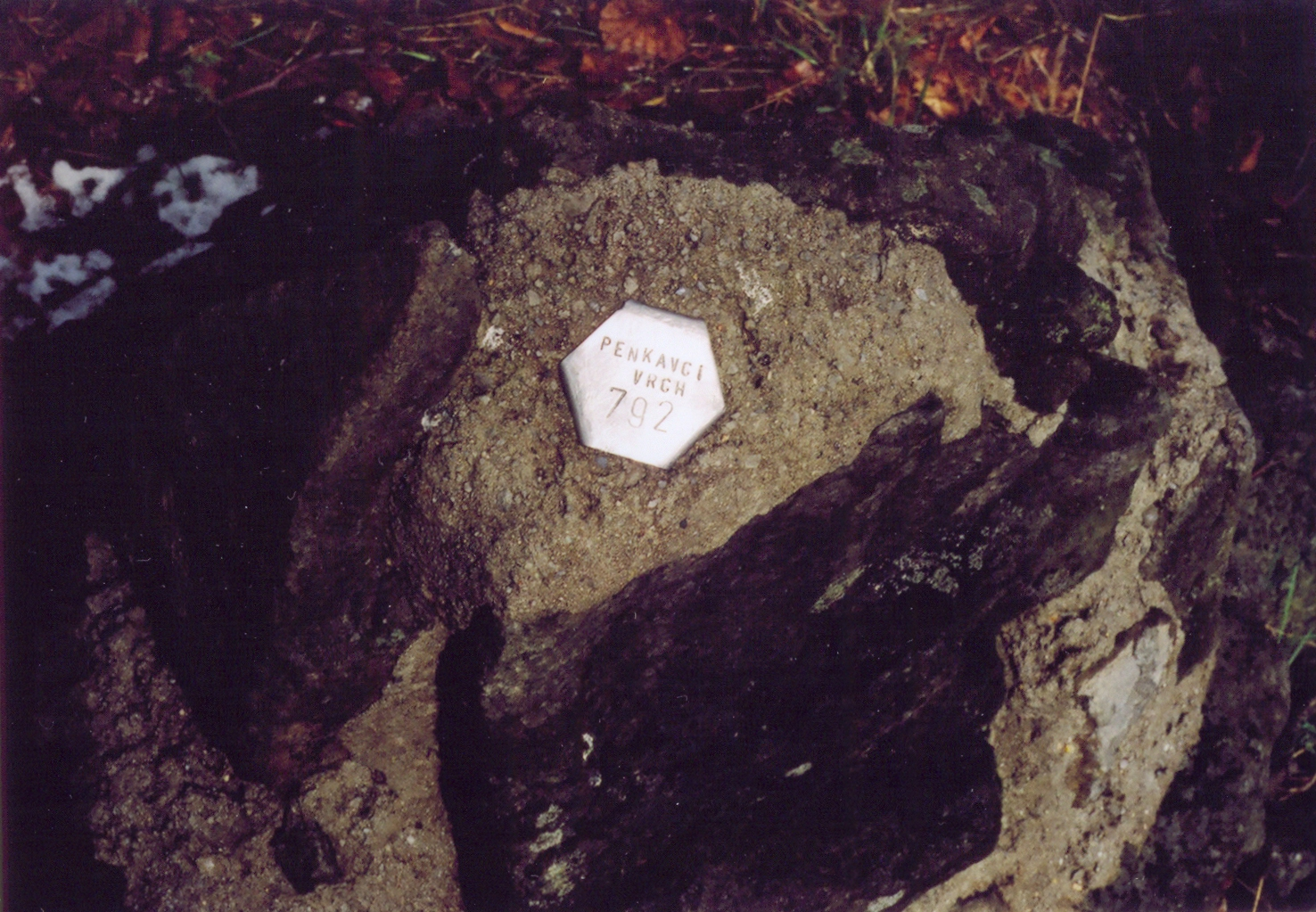
Vrcholová značka

## Popis
Vrcholek znělcové hory je porostlý starým bukovým lesem téměř pralesovitého charakteru, na svazích převažuje smrk. Na vrcholu nestojí žádná stavba. Dílčí výhledy jsou jen z pasek a holin, dobrý výhled je ze skaliska Pětikostelní kámen, které leží cca 850 m jihozápadně od vrcholu. Na západním svahu jsou sběrné prameny pro vodovody v podhůří.

## Přístup
Přímo na vrchol nevede žádná značená cesta. Po západním svahu je vedena modrá značená trasa pro pěší turisty ze Stožeckého sedla do Dolního Podluží.